# Gare de Beaumont - Boësses
Pour les articles homonymes, voir Gare de Beaumont.
La gare de Beaumont - Boësses est une gare ferroviaire française non exploitée de la ligne de Villeneuve-Saint-Georges à Montargis, située sur le territoire de la commune de Beaumont-du-Gâtinais (département de Seine-et-Marne en région Île-de-France) et à proximité de celle de Boësses (département du Loiret en région Centre-Val de Loire).

## Situation ferroviaire
Établie à 84 mètres d'altitude, la gare de Beaumont - Boësses est située au point kilométrique 95,412 de la ligne de Villeneuve-Saint-Georges à Montargis.